# Dannica Mosher
Dannica Mosher (* 25. Februar 1993 in Freeport, Florida) ist eine US-amerikanische Schiedsrichterin im Basketball, die seit dem Jahr 2020 in der NBA tätig ist. Sie trägt die Uniform mit der Nummer 89.

## Karriere

### College-Basketball
Vor dem Einstieg in die NBA arbeitete sie acht Jahre als College-Basketballschiedsrichterin in der Sunshine State Conference, Atlantic Sun Conference und American Athletic Conference.

### National Basketball Association
Mosher begann im Jahr 2020 ihre NBA-Schiedsrichterlaufbahn beim Spiel der Toronto Raptors gegen die New Orleans Pelicans.
Zuvor war sie fünf Jahre als Schiedsrichterin in der NBA G-League und vier Jahre in der Women’s National Basketball Association tätig.